# Tenucephalus longicauda
Tenucephalus longicauda är en insektsart som beskrevs av Rauno E. Linnavuori och Delong 1977. Tenucephalus longicauda ingår i släktet Tenucephalus och familjen dvärgstritar. Inga underarter finns listade i Catalogue of Life.